# Allium altyncolicum
Espèce
Classification APG III (2009)
Statut de conservation UICN

 LC  : Préoccupation mineure
Allium altyncolicum est une espèce de plante vivace herbacée de la famille des Amaryllidacées, proche de la ciboulette (Allium schoenoprasum) et de Allium ledebourianum. Il est originaire du sud-ouest de la Sibérie.

## Description
C'est une plante vivace herbacée produisant une grappe de petits bulbes allongés surmontant un rhizome. Chaque bulbe produit 2 à 3 feuilles herbacées atteignant 50 cm de haut et une hampe florale de 30 à 60 cm de haut. Les capitules sont très grands et voyants. Les fleurs mauves claires apparaissent plus tard que chez Allium schoenoprasum

## Habitat
Sa zone naturelle est l'Asie de l'Ouest et la Sibérie du sud-ouest.
Malgré une aire de répartition limitée (la zone d'occurrence estimée est de 1 000 km2), Allium altyncolicum est bien conservé in situ, ne présente aucune menace connue et la tendance de sa population est supposée stable. La plante est classée dans la catégorie « Préoccupation mineure » dans la Liste rouge des espèces menacées de l'UICN (2013).
Les espèces de ce genre préfèrent généralement une position ensoleillée dans un sol léger et bien drainé. On les trouve plutôt en terrains caillouteux et bords de lac caillouteux.

## Utilisations
La plante est utilisée comme légume et source de vitamines. Les feuilles peuvent être consommées crues, cuites ou séchées pour une utilisation ultérieure. Les feuilles ont une légère saveur d'oignon et sont excellentes ajoutées aux salades composées, elles peuvent également être utilisées comme arôme dans les soupes, etc. Les feuilles sont souvent disponibles à partir de la fin de l'hiver et la plante peut continuer à produire des feuilles jusqu'au début de l'hiver suivant, surtout si elles sont dans une position chaude et abritée. Elles constituent une bonne source de soufre et de fer.
Les bulbes sont plutôt petits, et dépassent rarement 10 mm de diamètre. Ils peuvent être récoltés avec les feuilles encore attachées et être utilisés comme oignons de printemps. Ils ont un agréable goût d'oignon doux.
Allium altyncolicum est parfois cultivé comme plante ornementale.